# TransAsia-Airways-Flug 510A
TransAsia-Airways-Flug 510A (Flugnummer GE510A) war ein Positionierungsflug der taiwanischen Fluggesellschaft TransAsia Airways vom Flughafen Magong zum Flughafen Taipeh-Songshan am 30. Januar 1995. Auf dem Flug kam es zu einem Unfall, nachdem die Piloten die ATR 72-202 ins Gelände gesteuert hatten, wobei alle vier an Bord befindlichen Besatzungsmitglieder starben.

## Flugzeug
Das betroffene Flugzeug war eine ATR 72-202, ein Typ des von Aeritalia und Aérospatiale gegründeten, italienisch-französischen Konsortiums Avions de Transport Régional (ATR) zum Bau von Regionalflugzeugen. Die Maschine war zum Zeitpunkt des Unfalls 3 Monate alt. Sie trug die Werknummer 435, war am Produktionsstandort von ATR in Toulouse endmontiert worden und absolvierte am 28. Oktober 1994 ihren Erstflug mit dem Testkennzeichen F-WWEN. Die Maschine wurde am 17. Dezember desselben Jahres an die TransAsia Airways ausgeliefert. Sie erhielt das Luftfahrzeugkennzeichen B-22717 und wurde seitdem durchgehend durch die Fluggesellschaft betrieben. Das zweimotorige Regionalverkehrsflugzeug war mit 2 Turboproptriebwerken des Typs Pratt & Whitney Canada PW124B ausgestattet.

## Insassen
Da es sich um einen Positionierungsflug handelte, befanden sich lediglich vier Besatzungsmitglieder an Bord – ein Flugkapitän, ein Erster Offizier und zwei Flugbegleiter.

## Unfallhergang
Die Maschine, mit der zuvor Passagiere nach Magong gebracht worden waren, befand sich auf einem Leerflug (Positionierungsflug) zurück zum Flughafen Taipeh-Songshan. Während des Fluges flogen die Piloten in eine Zone mit schwierigen Wetterverhältnissen ein – die Sicht war durch Starkregenfälle erheblich eingeschränkt. Um 19:43 Uhr Ortszeit kollidierte die ATR etwa 20 km südlich von Taipeh mit einem bewaldeten Berghang, wobei sie völlig zerstört wurde und alle vier Insassen starben.

## Ursache
Zwei Jahre nach dem Unfall ergab die Untersuchung der Flugsicherheitsbehörde Taiwans, dass die Besatzung es versäumt hatte, beim Überfliegen des Geländes Wachsamkeit zu wahren und auf weitere Navigationshilfen zurückzugreifen. Die Maschine sei in einer Flughöhe von 300 Metern (ca. 1.000 Fuß) geflogen, obwohl für ein sicheres Überfliegen des Geländes eine Flughöhe von 640 bis 770 Metern (ca. 2.000 bis 2.500 Fuß) erforderlich gewesen wäre. Die Sicherheitsflughöhe war damit erheblich unterschritten. Die Ermittler kamen zu dem Ergebnis, dass die Besatzung offenbar nicht durch das Ground Proximity Warning System vor der bevorstehenden Kollision gewarnt wurde. Es waren keine entsprechenden Aufzeichnungen auf dem Cockpit Voice Recorder zu hören.